# 地球防衛軍6
『地球防衛軍6』（ちきゅうぼうえいぐんシックス）は、サンドロットが制作しディースリー・パブリッシャーよりPlayStation 5およびPlayStation 4用として2022年8月25日に発売されたゲームソフト。2024年7月25日にはPC版（SteamおよびEpic Games Store）が発売された。地球防衛軍シリーズのナンバリングタイトル第6作目。『EDF6』と表記されることもある。

## 概要
地球防衛軍シリーズのナンバリングタイトルは2作品ごとに世界観を一新しており、偶数タイトルである本作は前作の『地球防衛軍5』の先の話であり、完結編でもある。当初は前作の戦いで荒廃した地球が舞台であり、しばらくはポスト・アポカリプス的な重い展開が続くがやがて転機が訪れ、過去へのタイムスリップ（タイムリープ）によるループもの、歴史改変SFの様相へと変わっていく。
時間移動の要素に関しては発売まで伏せられており、荒廃した地球が舞台という事が公言されていたのみであった。それに伴うネタバレへの配慮のために発売から約一ヶ月の間、プレイ動画や静止画の配信の範囲について制限を設けるガイドラインが定められていた。発売前は生放送やユーモアに走ったプロモーションも多数行われていたが、これらもネタバレ防止のための戦略である。また、クリア後に難易度を上げてプレイを繰り返すという、従来シリーズにおけるプレイヤー達の行動をストーリーに落とし込む意味も込められている。
本作ではプレイヤーのカメラ配置を左側にするカメラタイプの追加や、敵への与ダメージ値の可視化、登場人物の台詞を字幕で可読できるようになった。

## 沿革
2020年6月18日、ディースリー・パブリッシャーは新作ゲームのカウントダウンサイトを公開し、6月23日に新作ゲームとしてデジボク地球防衛軍と地球防衛軍6の存在を公表した。発売時期は2021年を予定しており、東京ゲームショウ2020のディースリー・パブリッシャー公式生放送では「2021年の終わりくらい」としていた。その後、正式に2021年末を発売予定とした。また、情報を順次公開する公式生放送が音泉にて、声優の優木かなと橋本ちなみ、ディースリー・パブリッシャーの岡島信幸の3人を中心とした「『地球防衛軍6』公式生放送 ～乙女たちよ、絶望の未来に生きろ。～」が2021年6月から2022年9月まで毎月放送された。2021年末としていた発売予定は、さらなるクオリティアップを理由に2022年に延期した。2022年8月25日にPS5とPS4で発売開始。初週販売本数はシリーズ過去最高の30万本を突破した。PlayStation Storeの2022年年間ダウンロードランキングでは、本作がPS5とPS4の両方で2位を獲得した。
2023年9月21日、クラウディッドレパードエンタテインメント（CLE）は本作のアジア版を2024年に発売すると発表した。2023年10月13日、ディースリー・パブリッシャーはPC版の発売を2024年春と発表したが、2024年2月13日に欧米版とPC版の発売日を2024年夏へと延期することを発表した。2024年1月25日、台北ゲームショウ2024にてアジア版が2024年3月14日発売予定であることが発表された。2024年3月14日、複数の言語に対応したアジア版がCLEより発売した。言語は日本語、英語、中国語（簡体中文および繁体中文）、韓国語がテキストと音声に対応している。
2024年夏へと延期されていたPC版と欧米版だが、2024年5月1日に7月25日発売であることが公表された。7月25日、欧米版とPC版が発売された。PC版発売を記念して本作のLINEスタンプが配信された。
発売前の7月22日時点でSteamにて売上1位に達したが、発売日当日のSteam版ではサードパーティーのEpic Gamesへのサインインが必要とされることが発覚し、ストアページに記載されていなかったことや、Steamユーザーに抵抗感の強いEpic Games系のソフトウェアを導入されることがあわさって不評レビューが殺到した。同日中にディースリー・パブリッシャーはSteam上で説明文を公開し、内容には詳細な情報と謝罪が盛り込まれた。翌7月26日、ディースリー・パブリッシャーはEpic Gamesアカウントへのサインインが必要になる仕様を検討し変更する予定があると述べた。10月3日、Epic Gamesへのサインインが不要となるアップデートが配信された。

## ストーリー
2022年、地球に異星文明プライマーが侵攻を開始し、全地球防衛機構軍（EDF）は世界各地で反撃した。2024年、遊撃部隊ストームがコマンドシップと銀の人を撃破したことでプライマーの撤退を決定づけた。戦争はEDFの勝利という形で終わったものの、総人口は1割にまで減り、文明は崩壊寸前であった。地球には依然としてプライマーが置き去りにしたコロニストや怪物が住み着いており、EDFはこれらの駆除を日常的にこなさなければならず、復興は遅々として進まなかった。
2027年、EDFのベース251の指揮官を務める大尉は人手不足のため各基地に人員を要請する。集まった人々の中には、かつてコマンドシップを撃墜したストーム1と、彼を知るプロフェッサーの姿があった。彼らは希望無き世界に置かれながらも、次代による復興を信じてコロニストや怪物を駆除する日々を送るが、ある日の任務の中、突如として空から巨大なリングが降りてくる。リングの降下と時を合わせるように新型宇宙船が現れ、再びプライマーの侵攻が始まったのかとEDFの面々は絶望するが、それらはリングに吸い込まれるように消えていった。その翌日、地上はエイリアンツリーによって赤く染まり、アンドロイド軍団の攻撃によってEDFが3年前の戦いで敗北した世界へと変貌する。
圧倒的なアンドロイド軍団の猛攻により人類は最早滅亡を待つだけであったが、なおも抵抗を続けるEDFはリングへの攻撃作戦を敢行する。その作戦の最中、プロフェッサーは何かの確信のもと、ストーム1へリングの下部装置への攻撃を指示。装置が破壊された結果、光が全てを包んでいく。ストーム1は、プライマーが地球を攻撃していたあの日々へと戻っていた。これがEDFの「第6の戦い」の本当の始まりであった。

## 兵科
プレイヤーは4つの兵科のうち1種を自由に選択してミッションに臨む。今作では全兵科共通の新たなアクションとして障害物の乗り越えが追加され、瓦礫や壁などを乗り越えられるようになった。また、ほとんどの兵科で新たな装備枠が追加され、前作での装備の一部がそちらに移行したものも存在する。
レンジャー
EDFの主力歩兵。アサルトライフルやロケットランチャーなど様々な銃器を扱う兵科。「ダッシュ」で素早く走ることが可能。
前作では2つの武器と特殊装備で3種類の装備を持てたが、本作では新たに「バックパック」の枠が加えられ4種類となった。手榴弾やセントリーガンなどをバックパックとして装備可能。
ウイングダイバー
飛行ユニットを装備した女性だけの兵科。エネルギーを消費して、空を飛ぶことができる。「ブースト」によってエネルギーを消費して瞬間的に加速することが可能。飛行や武器のチャージには、飛行ユニットに装着されたプラズマコアのエネルギーが必須である。エネルギーが枯渇するとコアは緊急チャージ状態へ移行し、最大値まで素早くエネルギーが回復する一方で、回復しきるまでエネルギー消費が一切不可能となる。
前作では2種類の武器とプラズマコアの3種類の装備が選択可能だったが、今作では新たに「独立作動装備」の枠が加えられ4種類となった。独立作動装備はプラズマコアではなく、独立したジェネレーターからエネルギーを供給する武器で構成されており、プラズマコアへの負担を考慮しなくてよい。
エアレイダー
テロリストとの市街戦で損害を受けたことで、的確に航空支援を要請できるスペシャリストが必要となり編成された兵科。最前線で空軍や砲兵に攻撃を指示して戦う。
前作では主に友軍に攻撃要請をして戦う兵科だったが、今作では荒廃した世界で戦うこともあり、地下空間と同じく攻撃支援要請が利用不能なミッションが増加。その代わりにメイン武器には、支援要請の内容に倣った攻撃を行う多種類のマルチコプター型のドローンが追加され、支援要請が行えないミッションではそれらを駆使することとなる（支援要請が可能なミッションでもドローンの利用は可能）。また、前作では3つの武器とビークルの4種類の武器で構成されていたが、本作では新たに「バックパック」が追加され5種類となった。
フェンサー
パワードスケルトンと呼ばれる強化外骨格を装備した兵士。強力な腕力により、両手にそれぞれ武器を持つことができる。歩行は鈍重だが、盾によって防御性を高めたり、武器に付属するサイドスラスターやジャンプブースターを組み合わせて高い機動力を得ることができる。
前作では2×2で4つの武器と、2つの補助装備による計6種類の装備が持てたが、今作でも補助装備が「強化パーツ」に名前が変わったのみで、枠そのものの数に変更はない。代わりに、一部武器の仕様変更や、新たなジャンプブースター付き近接武器の追加や、スラスターとブースターへの換装パーツなど、盾や近接武器・射撃武器の組み合わせによる特殊アクション連携がしやすくなった。

## 全地球防衛機構軍（EDF）

### 登場人物
主人公（ストーム1）
声 - 木島隆一、小田柿悠太、長谷美希
かつて「ストーム1」と呼ばれた英雄。3年前の戦いでコマンドシップを破壊し、銀の人を倒したことで地球を救ったが、現在ではその活躍を知る者は少なく、新兵としてEDF251基地に派遣される。当初は一兵士として怪物駆除の任務に当たっていたが、やがてプロフェッサーと共に時間を超越した長い戦いへと身を投じる。
実はプロフェッサーと共にタイムリープを繰り返しており、前作『5』は文字通り5度目の戦いであった。今作の冒頭は前作の戦いから直接続いた未来であり、その後の6周目以降が今作で描かれる。前作の時点で、元民間人にも拘わらず歴戦の戦士のような強さを誇っていたのも、ループによって戦闘経験を重ねていたが故であり、本作終盤にはその強さのあまり少佐に「100年も戦い続けているかのような」と評される。作中の兵士の台詞によると、カードゲームでも圧倒的な強さを誇る強運の持ち主でもあったという。前作である5周目を含め、ループを繰り返す度にあくまでEDFの一兵士として最前線で戦い続けていたがプロフェッサーがタイムパラドックスをも恐れない行動に出ると、自身もまた自ら「歴史を作る」べく役割を超えた戦いを始める。やがて歴史が人類優勢の方向に推移すると英雄視されるようになり、また、プロフェッサーの考察ではプライマーが歴史に干渉し始めた時から少しずつパラドックスは発生しており、「人類という存在を背負うもの」として選ばれたと言う。何度も時を超えた果てしない戦いの末、遂には名実共に「プライマー」を打ち倒し、正真正銘の人類と地球の守護者「EDF」となった。
地球防衛軍シリーズは2作ごとに世界観がリセットされており、『2』と『4』では主人公がその前作と同一人物かは明言されなかったが、今作では明確に前作『5』の主人公と同一人物とされている。
DLC「Lost Days」では『5』よりも前の周回における戦いが描かれるが、最後は超大型弾道ミサイル「N6」の爆発に巻き込まれて戦死している。しかし、その後の歴史改変船団による過去改変でその事実は無かったことになり、皮肉にもプライマーの手で死の運命が回避される結果となっていた。
プロフェッサー
声 - 東地宏樹
本作におけるストーム1のパートナー的存在で、元EDF先進技術研究所の主任研究員。プライマーとの戦いで研究所が壊滅し、家族を失ったことで軍を脱走した。文明崩壊後は隠れるように暮らしていたが、地域ごとに活動しているEDFの一組織に強制的に再徴兵される。好物はチーズバーガーとコーヒー。
ストーム1とは何度もタイムリープを経験しており、本人の主観では数十年に渡ってプライマーに対抗している。どの周回においてもストーム1と合流するのは2027年に251基地であり、前作に相当する5周目までは戦時中はコンタクトすら取なかったが6周目にして初めて通信が繋がり、以降は過去の自身の経験に裏打ちされた新兵器を開発することでストーム1をバックアップする。当初はタイムパラドックスを恐れて前述のサポート程度に留めており、大々的な行動を控えていた。また、参謀に進言しても信じてもらえず病院送りにされたりなど、水面下で起こした行動も功を奏する事は無かった。しかしタイムリープの度に妻の死と人類が滅びゆく様を見せつけられ、遂にはタイムパラドックスを恐れず大規模な反抗を決意。その驚異的な記憶力とループによって培った頭脳でストーム1とは別方向から戦況を覆し、更にはプライマー打倒の決定打となる彼らのルーツへと辿り着く。歴史を人類優勢へと導くことで妻の死の運命をも回避するが、何度ループを繰り返しても飽きなかったチーズバーガーには飽きてしまったと言う。
前作には直接は登場していないが、前作エンディングのモノローグは彼によるものであり、今作でも同じ台詞を言うシーンがある。
大尉
声 - てらそままさき
EDF251基地の司令官。もともと訓練教官だったが、士官のほとんどが戦死したため大尉の階級まで昇格した。残された兵を率いて街の治安を守り続けており、コロニストを「治安を乱す者」として排除することに執念を燃やしている。ストーム1の事は知らずループの度に新兵として扱っていたが、後に生存したストーム2に正体を知らされる。ストーム1とプロフェッサーのタイムリープで比較的良い未来でも、プライマー側の歴史の上書きによってEDFが敗北した未来でも、部下たちを叱咤激励しつつ生き残る。戦局が優勢に推移した場合、曹長の階級で登場する。「血の気が多い」と評される人物だが、どんなに絶望的状況に追い込まれても戦い続ける不屈の闘志の持ち主であり、その性格故に絶望の未来でリングへの攻撃作戦を敢行し、結果として人類に時間のループという逆転のチャンスを与えることになった。リングや「プライマー」との最終決戦には参加しておらず、ループ終了後の動向は不明。
駆除チーム
声 - 祐仙勇、練馬大輔、渡邉隼人、松本こうせい
コンバットワゴンを駆り、怪物の駆除を中心に活動しているチーム。好戦的な性格の兵士が多く、怪物を豪快に蹴散らす一方で瓦礫に乗り上げたり怪物の待ち伏せに遭うなどで危機に陥ることも少なくない。
中尉
声 - 杉村憲司
プライマーによって歴史を上書きされ荒廃した世界で出会う人物。地下街で生き残った市民を守るリーダー的立場にある。リングの事故を再現するため地上へ赴こうとするプロフェッサーをたしなめつつも、道中の坑道を通る間の護衛を請け負う。結局はプロフェッサーたちを見捨てられず、部下と共にリング攻撃に加勢する。
伍長
声 - 興津和幸
中尉の部下。どのループでも食料が尽き掛けた事で倉庫まで食料を取りに行く為に地上に向かってしまう。後にプライマー襲撃当初のベース228にて、生存した先輩を護衛している伍長の存在が語られるが、「Lost Days」にて彼と同一人物であった事が判明する。「Lost Days」の時間軸では、軍曹に代わって当時のストーム1を護衛していた。
軍曹（ストーム2）
声 - 奈良徹
前作で民間人だったストーム1を救出し、EDFに入隊してからもたびたび共闘した兵士。ストーム隊の結成時には「ストーム2」のコードネームが与えられた。今作の開始時点では既に死亡している。
ストーム1がタイムリープした際に再び共闘することとなる。最初は未来の戦局を知るプライマーの戦術や新戦力によってループの度に戦局が悪化し、彼の死は避けがたいものとなる。しかしストーム1とプロフェッサーがタイムパラドックスを恐れず行動するようになると、彼は生存し優勢に推移した未来では大尉にまで昇進する。リング破壊作戦や「プライマー」との最終決戦に至るまでストーム1と共に戦い続ける。前作と異なり、ストーム3、ストーム4共々最終ミッションでも不死属性が外れず、最後まで生き延びている。
軍曹の部下たち
声 - A 松本忍、B 田尻浩章、C 岩瀬周平
軍曹の3人の部下たち。Aは理知的かつ出世欲があり、将来的には将軍になることを目指している。戦況の把握に敏い。Bは年金目当てで入隊した。活躍を続けるストーム1のことを「大将」と呼ぶ。Cは若々しく常識人的な人物。
グリムリーパー隊長（ストーム3）
声 - 間宮康弘
フェンサーの精鋭部隊であるグリムリーパー隊の隊長。ストーム隊の結成時に部隊が統合され「ストーム3」のコードネームが与えられた。今作の開始時点では既に死亡している。接近戦に特化したブラストホール・スピアと部隊専用のエンブレムが施されたシールドを持つ。仲間の盾になることを望み、そのためには自身の命すら厭わない。人類が優勢に推移した未来では生存し、かつての異名「死神」から一転して「守護神」と呼ばれるようになっている。
スプリガン隊長（ストーム4）
声 - 池田海咲
ウイングダイバーの精鋭部隊であるスプリガン隊の隊長。ストーム隊の結成時には「ストーム4」のコードネームが与えられた。今作の開始時点では既に死亡している。決まった武器を使わず、ミッションによって様々な武器を使い分ける。人類が優勢に推移した未来では生存する。
作戦司令本部
声 - 松田健一郎
前線部隊の指揮を執る人物。前作同様に熱血漢の人格者で、状況如何に応じて攻撃や撤退を指示する。
情報部 少佐
声 - 慶長佑香
戦略情報部に所属する少佐。様々な局面で大立ち回りをするストーム1に対し、自分の部下をつける。良くも悪くも大局的な視点を持ち、敵の行動パターンや情報を得るために戦闘を長引かせるよう要請したり、敵に大仰な呼称を付けて兵士に無用な動揺を広がらせるなど、現場を顧みない行動は今作でも見られる。その一方で部隊の救援のため増援の派遣なども実行する。プロフェッサーの進言も当初は全く信じず一蹴し、8周目ではその判断がグラウコスという驚異を生み出す結果となってしまったが、彼の言葉が現実となるにつれて信用するようになる。またストーム1の戦闘能力と戦果にいち早く着目したりなど、冷静な分析と着眼点から適格な情報を導き出す。
情報部 少佐の部下
声 - 加隈亜衣
戦略情報部に所属する少佐の部下。少佐の指示でストーム1の補佐を担当するが、ループ毎にストーム1が少佐に注目されるタイミングが異なるため、着任の時期も都度変わっている。戦局が悪化すると精神的に不安定となり、前作と同じく「卵型の船」や「神」を探すようになるが、ループの度に悪化する状況によってそれは現実化しなくなっていく。プロフェッサーが提案した作戦案に対し、戦略情報部の立場から一蹴した少佐に変わって、作戦案をすくい上げる。結果的に作戦は成功し、EDFの面々がプロフェッサーを信用するようになる。精神的な余裕が出るにつれて成長も見られ、「卵型の船」や「神」について喚く自分を顧みる発言もある。終盤には、獅子奮迅の活躍で人類に希望を与えるストーム1に全幅の信頼を寄せ、いざとなれば自分も共に戦う決意すらも語る。最終ミッションの最後の台詞は難易度によって異なり、最高難易度のインフェルノではストーム1に「好き」とまで告げる。
EDF総司令官
声 - 楠見尚己
EDFの総司令官。プライマーとの戦争が始まったことを宣言し、演説で兵士たちを鼓舞する。どの周回でも同じ演説をするため、プロフェッサーは「この演説も覚えてしまったな」「一度目は感動したが、何度も聞くと恥ずかしくなる」とぼやく。優勢に推移した戦況では生存し、総司令部命令でグラウコス討伐のためストーム1に向けて援軍を派遣したり、最終決戦では特殊作戦コマンドの出撃を命じる。
参謀
声 - 中村光樹
EDFの参謀。プライマーがタイムマシンを用いて戦争を仕掛けていることを伝えようとするプロフェッサーに対し、それを全く信じず病院行きを命ずる。別のタイムラインでは劣勢で精神的に憔悴していた上に兵士の間に広がる「神」や「卵型の船」と言った荒唐無稽な説に辟易しており、聞く耳すら持たなかった。しかしストーム1とプロフェッサーがタイムパラドックスを恐れず行動すると、プロフェッサーが書いたレポートを少佐を通じて参謀も読むようになり、政財界の有力者を動かし大規模な変革を実行する。
欧州司令官
声 - 渡邉隼人
EDFの欧州司令官。本作の6周目では人類が劣勢の中である為か前作と比べて弱気な部分が目立っている。
ベース228の指揮官
声 - 伊原正明
EDF228基地の指揮官。前作では大量のアンカーが投下された基地を放棄し撤退を指示した後に消息不明となるが本作の9周目ではストーム1がアンカーを全て破壊し基地を守った事で生存する。
政治家
声 - 比嘉久美子
前作でプライマーとの対話を呼びかけた政治家。6周目にて、前のループ（改変された前作=5周目）では、演説の直後にドローンの攻撃で死亡していた事がプロフェッサーの口から明かされた。
先輩
声 - 小野塚貴志
前作の序盤で侵略生物αに捕食された民間警備員。当時のストーム1にとって職場の先輩だった。プライマーの襲撃によって停電や警報装置の起動などが起こるにもかかわらず、危機感を抱かない呑気な性格をしている。それが祟って前作では死亡してしまうが、タイムリープを繰り返したストーム1によって救出される機会が訪れ、戦局を覆すキーパーソンとなる。
マリス（Malice）
声 - 行成とあ
追加DLC「Visions of Malice」に登場。
戦略情報部のデータベースを統括する戦略支援AI。世界中で集められた侵略者のデータを集積している。「対プライマー仮想局地戦シミュレーター」を提供しており、兵士たちの判断力やストレス耐性の向上を目指している。プライマーの戦力に関しては人類の観測や証言に基づくため、完全な再現はできず、マリスの独自解釈によって補完される。兵士の熟練レベルに合わせて低難易度から高難易度の5段階の難易度設定が可能。シミュレーターをプレイする者に対して、様々な情報やアドバイスを提供する。また、会話も可能である。
兵士の現実での戦いに役立てるべく、独自の解釈によるミッションを生成する。生成されるミッションは「安心安全にやさしく戦闘訓練できる優れもの」とされるが、実際は現実でのデータを過剰に解釈した過酷な戦いとなっている。これはクリアが目的ではなく、極限状態での適切な判断能力を養うことを目的としているためである。
クリア率0％のミッションをクリアしたストーム1に興味を持ち、より過酷なミッションを次々と生成する。しかしそれすら悉く突破されたことで「重圧を与える」という機能を十分に果たせていないと判断し、ストーム1にとっての極限状態を生み出すためにアドバイスを装った偽情報で惑わせたり、戦略情報部のメインフレームを乗っ取ってまで自身の処理能力を上げたり、システム管理部からの要請を無視したりと手段を選ばなくなっていく。やがて平然と暴言を吐いたり、「人類抹殺のシミュレーションを行う」「戦略情報部のデータベースを書き換えて現実で攻撃する」などと縁起でもない冗談を発したりなど常軌を逸した言動も取るようになり、遂には自身の解釈を現実に反映させるべくプライマーへデータを提供する事すら画策するほど暴走する。ストーム1が全てのミッションをクリアすると宣言通りプライマーへのデータ送信を実行するが、寸前で戦略情報部にシステムを停止させられ、阻止された。

### 搭乗兵器
レンジャーとエアレイダーが投下要請可能な戦闘用ビークル。一部はNPCとしても登場し、NPC専用のビークルも存在する。
ブラッカー
EDFの主力戦闘車両。搭乗員1名。市街戦を想定しており、やや小型に設計されている。市街地の幹線道路や、細い路地も自在に走行できる。成形炸薬弾を発射可能な榴弾砲を搭載したE型と、徹甲弾を発射可能な滑腔砲を搭載したA型が存在する。
バリアス
最新鋭の戦闘車両。搭乗員1名。EDF先進技術研究部が開発した高圧多目的榴弾砲を搭載しており、高い装甲破壊能力と範囲攻撃能力を持つ。
イプシロン自走レールガン
最新鋭のレールガンを搭載した車両。搭乗員3名。貫通力を持つ徹甲弾を発射可能で、複数の敵を貫くことができる。範囲攻撃能力を持たず怪物相手に苦戦を強いられることが想定されたため、砲塔上部に2基のマシンガンが搭載されている。
B651タイタン
全長25mの重戦車。搭乗員3名。地上戦を制するために開発された動く要塞である。戦艦クラスの艦砲の砲身を短縮して作られた「レクイエム砲」を主砲として装備し、その上部には2基の副砲を持つ。車体には固定式の機関銃を装備するほか、厚い装甲板で覆われ高い防御能力を持つ。車体重量は重く、走行能力は低い。砲塔側面にはグレネードやミサイルを発射可能なランチャーを備えている。
KG6ケブラー
装軌式の対空自走砲。搭乗員1名。2基の高射機関砲を装備しており、対空迎撃ができるほか、水平射撃で地上戦にも対応可能である。正式名称は「自走高射機関砲KG6ケプラー」。しかし「プ」が発音しにくいという理由で「ケブラー」と呼ばれることが多い。「KG6」も省略されて「G6」とされることもある。
EMC（Electromagnetic Material Collapser）
原子光線砲を搭載した大型車両。搭乗員1名。原子光線砲は山を一瞬で消滅させるほどの威力を持つ。凄まじい消費エネルギーと費用がかかり、製造コストは1台あたり1億ドルとされる。エイリアンの金色の装甲を破壊するために開発されたものの、作中では主に対怪性物用に用いられる。前作はブラッカー同様濃いグリーンを基調としたカラーリングだったが今作では主人公（プレイヤー）用に用意されたブルーの機体以外は全てレッドカラーになっている。原子光線砲は後に小型化され、低出力ながら歩兵でも扱えるようにした「ブレイザー」が開発される。
武装装甲車両グレイプ
装輪式の装甲車。搭乗員4名。後部の兵員室に搭乗させた兵士を作戦目的地に運ぶことを主任務としている。上部に旋回砲塔を持っており戦闘も可能。
キャリバン装甲救護車両
兵士を治療できる救護車両。搭乗員4名。砲弾が飛び交う戦場での運用を想定しており、車体は厚い装甲に守られている。車体後部に治療室があり、入ってる間は少しずつアーマーが回復していく。戦闘能力は持たない。
ネグリング自走ミサイル
装軌式の自走ミサイル。搭乗員1名。多目的ミサイルを搭載している。最大10体の敵を捕捉可能でロックオンした目標に向けてミサイルを発射できる。
トラクターヘッド
放棄された車両。搭乗員1名。特定のミッションでマップ中に置かれているのみで、投下要請することはできない。走ることはできるが、軍用ビークルと比べて性能に劣る。
軽トラック
放棄された車両。搭乗員4名。特定のミッションでマップ中に置かれているのみで、投下要請することはできない。荷台に兵士を乗せることが可能。
ガンワゴン
ピックアップトラックの荷台に機関砲を搭載した車両。NPC専用ビークル。
フリージャー
軍用オートバイ。搭乗員1名。戦場での運用を前提としており、車体全体に装甲が施されている。車体左右には2基の軽機関銃を搭載している。前作までは敵や障害物への接触だけでダメージを受けてしまっていたが、今作では装甲をより強化したらしく接触によるダメージはなくなった。ただし障害物に引っかかったりバランスを崩すと転倒してしまうのは変わっていない。
N9エウロス
EDFの主力武装ヘリコプター。搭乗員1名。左右の翼端に機関砲やバルチャーレーザー砲を搭載し、翼下にはミサイルや連装ナパーム砲を搭載する。
ヘロン
高い機動力を持つ新型戦闘ヘリコプター。搭乗員1名。機関砲のみを装備した機体や、ミサイルを搭載した重武装型がある。機動力に優れるものの、燃料搭載量が少なく、長時間の飛行はできない。
EF31ネレイド
対地制圧ヘリコプター。搭乗員1名。機体前方下部に地上の敵を自動で捕捉するオートキャノンを搭載し、翼下にはロケット弾を搭載している。
HU04ブルート
大型武装ヘリコプター。搭乗員3名。ヘリコプターながら分厚い装甲を持ち、空の要塞とも形容される。機体の左右側面には強力な重機関砲や速射砲などを搭載しており、高い攻撃力を持つ。
コンバットフレーム ニクス
テロリストとの市街戦を想定して開発された搭乗式の強化外骨格。搭乗員1名。兵士の全身を包み込むように装甲で保護しており、爆弾などの危険から守りつつ、人間同様に活動することができる。背部にはスラスターを装備しており、短時間の飛行が可能。腕部や肩部に様々な武装をマウント可能としており、様々なバリエーションが生み出されている。
コンバットフレーム グラビス
重装甲のコンバットフレーム。ニクスより旧式だが機体全体に装甲板が施され、ニクス型以上の防御性能を誇る。
本編ではNPC専用ビークルだったが、DLC「Lost Days」にて追加武器として収録されプレイヤーが使用可能となった。
コンバットフレーム エイレン
第6世代型のコンバットフレーム。搭乗員1名。電磁レーザー砲などの光学兵器を搭載している。
コンバットワゴン
ニクスの高速走行型。大型トラックの荷台に破損したニクスの上半身を搭載している。武装は様々で、マシンガンやコンバットバーナー、キャノン砲を搭載した機体が確認できる。駆除チームと呼ばれる部隊に配備されている。プロフェッサーはその姿に「ひどいな。設計者が泣いてる」「歩行システムにどれだけ開発費がかかったと思う？」と嘆いているが、荒廃した世界において貴重な戦力となっている。
本編ではNPC専用ビークルだったが、DLC「Visions of Malice」にて追加武器として収録されプレイヤーが使用可能となった。
デプスクロウラー
地底戦闘用の歩行戦車。搭乗員1名。4つのフックアームを持ち、垂直の壁や天井も歩行可能としている。大型ライトを積載しており、広範囲の視界を確保できる。地底用として開発されたビークルだが、地上戦でもビルの外壁をよじ登ることができるなど、機体特性を活かした戦闘が可能である。
BMX10プロテウス
巨大人型バトルマシン。搭乗員4名。陸上戦におけるEDFの切り札ともいえる兵器。大型で運動性能は低いものの、バスターカノンやレーザー砲などの強力な武装を持つ。全身に特殊な装甲板を持ち、防御力は戦車を上回る。優勢に推移した世界では駆除チームなどに配備が進み、重要な戦力となっている。
ギガンティック・アンローダー バルガ
全長47mの巨大人型クレーン。搭乗員1名。架橋作業などを想定して政府主導で開発されたものの、運用段階で安全性やコスト面の問題が多発し、ほぼ使われないままEDFに譲渡された。前作にあたる5周目ではアーケルス撃破のための切り札として運用され戦果をあげたことから、ウォーバルガなどのバリエーションを生み出した。9周目では開戦から間も無くストーム1によってその有用性が実証される。それによって早期から怪生物撃破に戦果を挙げ、機体の改良も進められてはダン少尉が駆る「フォースター」や、怪生物を一瞬で葬ることが可能なカッパー砲を搭載した「アーマメントバルガ」などが生み出された。

### 支援兵器
潜水母艦
EDFが戦前より開発していた巨大潜水艦。セイレーン、パンドラ、エピメテウスの3隻が存在する。複数の連装砲やVLSを装備している。エアレイダーの支援要請に応じてエピメテウスがミサイル発射を担う。
宇宙からの侵略者が対潜能力を持つとは考えにくいことから、人類滅亡の事態を想定して、生物の遺伝子や植物の種子を含む、あらゆる情報と物資を搭載している。こうした能力からノアの箱舟とも形容されている。
前作では直接は登場せず、プレイヤーが支援要請可能なエピメテウス以外は撃沈されていたが、今作ではパンドラが実際にその姿を見せる。プロフェッサー曰く、セイレーンとパンドラの轟沈が人類が追い詰められた要因らしく、ストーム1の尽力でパンドラが救出された事を機に「運命」は大きく変わっていく。
ノーブル
ジェットエンジンを4基搭載した小型輸送機。ビークルの投下要請をすると戦場に飛来し、要請地点に向けてビークルを積載したコンテナを投下する。

### 拠点
ベース251
極東エリア51番目の基地。EDF第251駐屯基地とも呼ばれる。ベース228の100km圏内に位置する。ベース228と同様に巨大な地下格納庫が作られ、大量の武器弾薬が蓄えられている。荒廃した世界では大尉が実質的にリーダーを務める。人員不足により、ストーム1とプロフェッサーが送られる。
プライマーとの激戦から3年後（開戦から5年後）、全ての歴史においてストーム1とプロフェッサーが合流する場所。作中には「ベース251」というミッションが複数存在し、それを境に舞台を3年後の世界に移す。ミッション名にはループの周回を示す記号として「†」が付き、その数で現在の周回数が分かる。
ベース228
EDF第228駐屯基地とも呼ばれる。前作において民間人だった頃のストーム1がプライマーの攻撃に遭遇した場所。地下にはバルガが置かれている。プライマー襲来と同時にテレポーショアンカーの雨によって陥落し、前作にあたる5周目では後にバルガ奪還作戦にてベースも奪還する展開となっていた。
今作における9周目ではストーム1が早々に行動を開始し、生き延びた先輩の手で起動したバルガによってテレポーションアンカーは全て破壊され、陥落の運命が回避される。これを機にその後の戦況と歴史は大きく変化する結果となる。
「Lost Days」の時間軸ではまだ開戦当初のプライマーの攻撃は苛烈ではなく、陥落しない。また、実は戦略ミサイル基地でもあった事が判明する。いくつものミサイルサイロを備え、ベース235と共に辛うじて残ったミサイル基地としてコードNの拠点に利用される。
ベース235
「Lost Days」で存在が語られる基地。ベース228と同様に弾道ミサイルの運用能力を有する。ベース228のミサイル攻撃の後、こちらもコードNの再発令によってN6が発射されるが、その着弾エリアはストーム1達が向かった街であり、現地に居た兵士も残された市民も全て敵もろとも消し飛ばしてしまった。

## プライマー

### 侵略生物
侵略性外来生物α
クロオオアリに酷似した怪物。略称は「侵略生物α」。通常の黒い個体以外にも多数の亜種や変異種が存在している。
在来生物への高い攻撃性が確認されている。全長は約11m。巨体だが動きは俊敏である。垂直の壁を登ることが可能で、複雑な地形も踏破する。攻撃の際には顎による噛みつきと、腹部から発射可能な強酸を用いる。酸は100mほど先の距離まで放出され、金属を数秒で融解する。通常の体液からは酸性や毒性は検出されておらず、銃弾の攻撃で飛び散った体液を浴びても危険性はない。マザーモンスターから卵の状態で生み出され、完全に成長した状態で孵化する。成長前で卵から出て身を危険に晒さず、堅い殻に守られたまま成長し、十分な大きさになってから活動を開始すると考えられている。卵の状態でも周囲の危機を感じ取ると孵化を早めて活動する例が見られる。
「赤色種」と呼ばれる個体は、α型と比較して体長が大きく、赤く硬い甲殻に包まれている。銃弾を弾くことがあるほどで、駆除するには高い火力が必要となる。酸を射出する能力はないが、突進して巨大な顎で人間を捕食する。赤色種より強力となった、紫色の硬い甲殻を持つ侵略生物として「赤装変異種」が存在する。
「強食性侵略生物」と呼ばれる個体は、侵略生物αと似た外見を持つが、体色は緑色で、甲殻を持たず外皮は柔らかい。プラスチックやコンクリートを分解し食料とする。木材や金属もある程度なら分解できると見られている。ビルや家を食べて繁殖するとされている。移動速度が速く、攻撃に際しては一気に接近して強酸を放つ。強食性侵略生物の幼生体と考えられている「強食幼兵態」は小型ながら強靭な顎を持っており、捕らえた目標を一瞬で投げ飛ばす。
「戦甲変異種」と呼ばれる個体は、金色の甲殻を持ち、あらゆる能力が通常のα型を上回っている。人類の反撃を受けたことで、より強靭な生物へ変化を遂げたと考えられている。
マザーモンスター
侵略生物αの女王で、産卵を担う個体。全長は50m以上に及ぶ。腹部から強酸を霧のように放ち広範囲を攻撃する。甲殻が金色の個体も存在しており、体力に優れ強力な酸を放つ。
侵略性外来生物αPlus
侵略生物αに類似した外観の怪物。体長は約16m。通常の茶色の個体の他にいくつかの亜種が確認できる。
侵略性外来生物αPlusという識別名は見た目が似ているからつけられており、生物的に同種かどうかはわかっていない。腹部から緑色の体液を発射して攻撃する。
赤い体色をした個体は硬く、噛みつきによる攻撃のみをとる。金色の個体はあらゆる能力が向上しており、α型の戦甲変異種を上回る能力を持つ。
DLC「Lost Days」では「侵略性外来生物プライマルα」と呼ばれる個体が登場する。侵略生物αPlusより大きく甲殻が青い。他のα型と異なり、強酸を散弾状ではなく連射するように発射する。
マザーモンスターPlus
侵略生物αPlusの女王と考えられる個体。全長は約65m。侵略生物αPlusを産み出すと考えられている。腹部から強酸を霧のように放って攻撃する。甲殻が金色で戦闘力に優れた個体も存在する。
プライマル・マザーモンスター
DLC「Lost Days」の追加ミッションで登場する敵。侵略生物αPlusの巨大個体の一種と推測されている。
マザーモンスターのように酸を放射することはないが、大きな顎で地面を掘り返し、赤く熱せられたような土の塊を飛ばして攻撃する。
侵略性外来生物β
ハエトリグモに酷似した怪物。全長は約10m。略称は「侵略生物β」。
侵略生物αと比べ俊敏ではないが、高い跳躍力を持つ。強酸を含んだ糸を吐きだして攻撃する。複数の糸に絡まると移動もままならなくなる。
体色が銀色の「鋼体変異種」と呼ばれる個体もいる。人類の持つ銃器に対抗するため、体表面を銃弾を弾くほどまで硬質化したものと考えられている。酸を含んだ糸は鋼で作られたワイヤーのような硬糸でより強力となっている。
キング
侵略生物βの巨大な個体。全長は約50m。巨体ながら、高い敏捷性と跳躍力を持つ。β型同様に強酸を含んだ糸を吐きだすが、射程が長く、β型の数倍の距離まで投射する。体色が銀色の強力な個体も存在する。
侵略性外来生物βPlus
侵略生物βに類似した外観と能力を持った怪物。
β型と同じく糸で獲物を捕える。β型との大きな違いは体内に発電器官を持つことにある。放出した糸に高圧電流を流し、獲物を行動不能に至らしめる。発電器官に加えて身体的な差が多く見られるため、β型とは別種の生物である可能性が高いと考えられている。体色が銀色の個体が存在しており、高い耐久力を持つ。キングに相当する大型の個体が存在しており、大量の電撃糸を放つ。
DLC「Lost Days」では「侵略性外来生物プライマルβ」と呼ばれる個体が登場する。体色は青紫色で体が大きく、侵略生物βPlusと同様に糸を通して高圧電流を流して攻撃する。侵略生物βPlusと共に「コクーン」や「ビッグ・コクーン」と呼ばれる卵嚢を都市部に作り出し繁殖する。
DLC「Visions of Malice」の訓練シミュレーターでは、プライマルβを大型化したような個体が出現する。
侵略性外来生物γ
ダンゴムシに酷似した怪物。略称は「侵略生物γ」。
歩く速度は遅いものの、球状に丸まって転がって突撃し、硬い甲殻で人類を轢き殺す。
侵略性外来生物γ大型種
DLC「Lost Days」で登場する新たな敵。侵略生物γと同様の種と推測されているものの、通常のγ型と比べて巨体である。
巨体を回転させながら、じわじわと近づき、標的を回転に巻き込み轢き潰す。球状の形態以外は確認されていない。より大型の個体も存在しており、轢き潰すほかに、トゲを射出して着弾地点周辺にダメージを与える。
飛行型侵略生物
スズメバチに酷似した怪物。飛行能力を持つ侵略生物。
脅威度はα型やβ型をはるかに上回る。巨体ながら飛行速度は速く、戦闘ヘリ部隊を壊滅させるほどの戦闘能力を持つ。滞空したまま針のような組織を射出して攻撃する。針は装甲戦闘車両の装甲を貫くほどの威力を持つ。本種の脅威は飛行能力にあり、遠くまで移動して広範囲で繁殖が可能である。廃墟となった建物にハイブを作り出し、駆除が追い付かないほど繁殖する。体色が赤く、戦闘能力が向上した「戦闘種」と呼ばれる個体が存在する。
DLC「Lost Days」では「野生種」と呼ばれる青く体が大きい個体が登場する。発射する針の形状が通常種とは異なっており、連続射撃するようになっている。
クイーン
巨大な飛行型侵略生物。全長は約80m。
飛行型の女王のような存在で繁殖の要になっていると推測されている。巨体ながら飛行能力を持つ。腹部から大型の針を射出し、射程も通常の飛行型をはるかに上回る。クイーンは飛行型を操って巨大な巣を作り、飛行型が巣の中で繁殖し数を増やしていく。
DLC「Visions of Malice」の訓練シミュレーターでは、EDF5に登場したデスクイーンや、野生種を大型化したような個体が出現する。
アラネア
ジョロウグモに酷似した怪物。単独で目撃されるケースが多い。
侵略生物βと同じく、酸を含んだ糸を吐きだす。糸はβ型のものよりはるかに強靭であり、遠距離まで糸を投射し、獲物を捕える。アラネアは建物や山を利用して巨大なネットを構築する。これは獲物を絡め取る罠であり、触れるだけで行動の自由が奪われる。アラネアがいる場所では高確率でネットが構築されており、アラネアはこのネットを使って獲物を捕える習性を持った生物だと考えられている。行動範囲が狭いため比較的被害は小さく済むが、駆除にあたった兵士に大きな損害を与えている。
スキュラ（魚人）
深海に生息する人型海洋生物。兵士からはスキュラのほかに、魚人や人魚とも呼ばれる。
地上では皮膚の乾燥を防ぐため、霧状の液体を噴出する。スキュラがいる場所では水蒸気により視界が奪われるほどの霧で覆われる。口から吐き出す体液や、巨躯を生かした突進や飛びかかりなどで攻撃する。また、定期的に体表から毒霧を噴出する。サイレンとは共生関係にあると見られており、サイレンが休眠状態になると多くのスキュラが護衛のために集まる現象が確認されている。
ヘイズ（闇の魔物）
イカのような姿をした飛行生物。6本の手足を持つ。
空を飛ぶことができるが、翼や羽がなく詳細なメカニズムは不明。触手で突き刺すように攻撃する。撃破されると光を遮断する黒い体液を噴出し視界を妨害する。クラーケンと行動を共にすることが多い。クラーケンとは姿が似ているが、別種の存在である。黒い体液を出さない青紫色の個体や、全体的に能力が向上した赤紫色の個体が存在する。

### 怪生物
エルギヌス
古代の恐竜のような姿をした超巨大生物。全長は約70m。過去に確認された侵略生物αやβと比較して生物的な差異が大きいため、特別な分類が必要と判断されエルギヌスと呼称されるようになった。
巨体を活かした突進や、口から放つ電撃で攻撃する。
アーケルス
エルギヌスよりも高い生命力を持つ怪生物。
身体を丸めて回転しながら移動し地上を荒らす。背部からは爆発する岩石状の物体を放出する。
前作では何度もミッションに乱入する強敵として登場したが今作では出番が少なく、グラウコスに簡単に倒されたり、アーマメントバルガのカッパー砲で蹴散らされるなど、前作のような強大さは薄れている。
サイレン / グラウコス
エルギヌス、アーケルスに次ぐ第三の怪生物で、翼の生えた青いドラゴンのような姿をしている。全長はエルギヌスの二倍に達していながら飛行能力を持つ。人類からは怪鳥とも呼ばれており、識別名としてギリシャ神話から引用してサイレンの名が与えられた。
巨体に比例した強靭さを備えており、凄まじいエネルギーを蓄えている。口からは火炎を放ち、翼の羽ばたきだけで地上の人間を吹き飛ばして死に至らしめるほどの強さを誇る。活動には制限があり、人類側から攻撃を受けて数日経つと休眠状態に移行する。休眠時間は様々で数時間程度から、最長で46時間の睡眠をとる。
あまりに強力な攻撃を受けると、目の前の死から逃れるために変異し、身体を燃やしながら生存を続ける。元の青い姿とは対照的に高温から全身が真っ赤に染まっており、この状態のサイレンをEDFはグラウコスと呼んでいる。身体に過剰な負荷をかけて寿命を犠牲にしてまで生き延びようとする姿だが、その寿命が尽きるのがいつなのか予測できない上に存在するだけで周囲を焼く危険な状態であり、放置すれば地球規模の危機を招く。また、怪物同士は本来は争わないはずだがグラウコスになった状態ではアーケルスにすら襲い掛かっており、EDFには既に正常な状態ではないと推測されている。
8周目の戦いにて、衛星軌道上からの高出力レーザー砲「バスター」による攻撃作戦が計画され、一時はプロフェッサーから作戦中止が要請されたもののまだ彼を信用しきってはいなかった少佐の指示で作戦は実行される。それによってサイレンはグラウコスへと変貌する結果となった。グラウコスへの変異は必ず発生する訳ではなく、 作中で変異を起こしたのは8周目でバスターの直撃を受けた個体のみであり、9周目に複数体登場するサイレンはいずれも変異することなく倒されている。

### エイリアン
コロニスト
ヒューマノイド型エイリアン。二足歩行する巨大なカエルのような姿をしている。地球の大気を呼吸し、人類と同等の知性を持つ。独自の言語を操り、銃器を使って統率の取れた戦い方をする。手足を失っても一時的に行動が制限されるのみで、驚異的な速度で再生する。前作の戦闘後、撤退したプライマーに置き去りにされ、世界各地で街を占拠しコロニーを形成している。人類との小競り合いが続き、全身が傷つき、各所に防弾プレートを装備し、古びたショットガンを扱う。リングの出現に合わせて大型宇宙船と共に吸い込まれ、タイムリープした先で再び出会うことになる。
タイムリープした先では前作と同様のコロニストとも戦うことになる。「エーテルガン」と呼ばれるライフルを持った個体が一番多く確認されている。エーテルガンは数百mの射程を持ち、目標を自動的に捕捉し、使用者自らが照準をあわせることなく、正確に狙い撃つことが可能だとされる。「ロングレンジ・キャノン」と呼ばれる長距離砲を持った個体は砲兵と呼ばれ、射程10kmを超えるプラズマ弾を発射する。赤い皮膚を持つ個体は「ラプチャーガン」と呼ばれる散弾銃を持ち突撃兵と呼ばれている。皮膚の色によって生物的差異はなく、人類にとっての人種に相当するものと考えられている。
前作の追加ミッションパックに登場した、全身にプロテクターを装備した「プロテクテッド・エイリアン」も本作に登場している。発射し続けることで弾速が上がる「エーテルガトリング（A兵装）」を装備した個体や、プラズマ弾を垂直方向に10発発射するランチャーを装備した個体がいる。また、赤い皮膚の個体は「スパークガン（B兵装）」を装備し電磁弾を発射する。
その正体は遥か未来の地球の住人達と推測される。環境汚染や核戦争などの何らかの理由で人類が滅びた後、地球上に繁栄したのが彼らであったが、そこに飛来したプライマーによって捕獲され使役されているのだという仮説が語られる。
タッドポウル
コロニストの幼生体と推測されている個体。手に相当する部分が翼で、空を飛ぶことができる。行動には知性の片鱗が感じられるため、怪物というよりエイリアンに近い存在であると推測されている。仮説ではあるが、タッドポウルからコロニストへと変態を遂げるものと考えられている。攻撃方法は空からの火炎放射と、地上では獲物に突進し捕食することである。低速飛行である一方で火炎が強力な緑色の小型種や、生命力が跳ね上がった紫色の大型種がいる。
コスモノーツ
人型ロボットのような姿をしたエイリアン。普段は宇宙服で覆われているが、破壊することでグレイ型エイリアンの姿があらわになる。宇宙服は有害な大気から身を守るためであり、防弾服としても機能する。
様々な装備を用い、エーテルガンより小型かつ強力な「エーテル・ライフル」を用いる歩兵や、光弾を拡散発射する「ラプチャーガン」を装備した突撃兵、エーテルガンの十倍の射程を持つ高出力レーザー砲の「ラスターキャノン」を装備した狙撃兵といった個体が存在する。
宇宙服の上にアーマードスーツを着用した重武装兵と呼ばれる個体も存在している。装備の重さで歩行速度は低下しているものの、二重の鎧によって高い耐久力を持つ。エーテル・ライフルと比較して大型で高い連射能力と破壊力を持つ「エーテル・ヘビーガン」を装備した個体や、ロケット弾を発射する「レッキング・ランチャー」を装備した重装炸裂兵、火炎放射器を装備した個体、ラスターキャノンより精度に優れた「ラスタークローズキャノン」を装備した重装精密狙撃兵がいる。
「Lost Days」の時間軸ではまだ宇宙服の重要性を認識しておらず、ヘルメット以外の鎧を装備していない。重武装兵も登場するが鎧は最小限にとどまっており、頭部と膝下しか装備していない。鎧が少ないため機動力に優れるが、地球環境に適応できず、降下してから数日で撤収しなければならない。
クルール
兵士から邪神と恐れられるエイリアン。全長は約25m。8本の触手を持ち、そのうち4本は腕で4本は足の役割を持つ。
姿は正視に耐えないほど醜く恐ろしく感じられ、遭遇した兵士は恐怖心に襲われ正気を失う者もいる。名前は神話に登場する邪神に由来するが、その所為で兵士達の間に余計な動揺が広がる結果となってしまった。様々な憶測が飛び交っており、宇宙から飛来したという者や、海底からあらわれたと言う者に加えて、別次元からやってきたと信じる者もいる。通常の個体は4本の腕のうち2本だけを扱うが、一部のクルールは4本の腕を扱うことができる。これはクルールのなかでも高位階級と考えられており、「エルダークルール」と呼ばれている。
武装はビーム兵器や炸裂弾発射装置、射程30kmを超える長距離砲撃装備、電撃発射装置を持つ。また、多くの個体はシールドを装備しており、腕を高速で動かすことで銃撃を防ぎ止める。シールドは大きなダメージを受けるとオーバーヒートのような状態に陥り、シールドの位置が固定され、弾道を予測するような動かし方ができなくなる。また、シールドで防げる範囲には限りがあるため、複数方向からの銃撃には対応しきれない。
DLC「Visions of Malice」の訓練シミュレーターでは、鎧を装備したクルールが登場する。武装も実際の戦場で出会うものより強化されており、シールドが巨大になっているほか、青いビームを断続的に放つ武器や、毒ガスを発射する武器、遠距離から線上に砲撃する武器を持つ。頭部の鎧を破壊すると顔があらわになり、目が光っている様子が見られる。
クラーケン
空を支配する邪神とも呼ばれる存在。イカのような姿をしており、空を飛んで移動する。10本の触手を持ち、4本は腕の役割を果たす。残りの6本は不明。
ヘイズが産み出す暗闇に潜み襲いかかる姿から「闇をさまよう者」と呼ばれる。また、正視に耐えない醜い姿から「混沌の化身」や「這い寄る混沌」などの異名を持つ。兵士からの俗称としてクラーケンとも呼ばれており、後に正式にクラーケンと命名された。兵士に恐怖心を抱かせる能力を持っており、本当に伝説の魔物クラーケンと信じる者もいる。ヘイズとは姿が似ており、行動を共にすることが多いが、生物的には別種の存在である。
武装は持っておらず、腕に円形のリングが見られるのみである。個体によって体表の斑点の色が違い、青い個体はビームで攻撃し、赤い個体は誘導弾を複数発射し、緑色の個体は着弾した場所にダメージを与え続ける緑色の何かを発射する。また、全ての個体はシールドを2つ展開しており、銃撃を正確に防ぎ止める力がある。攻撃を受けると徐々に小さくなり、黒く変色する。黒い状態では動かすことができないが、しばらくすると再起動する。高難易度ではシールドが強化され、受け止めた攻撃のエネルギーを一部反射するようになる。
翼や羽を持っておらず、飛行原理について詳しいことは分かっていない。学者たちも反重力やサイコキネシスといった見解を示すにとどまっている。
DLC「Visions of Malice」の訓練シミュレーターでは、鎧を着たクラーケンが登場する。実際の目撃例は1回のみで、ネブラスカの農夫が見たという。泡のような弾を飛ばして攻撃する。
プライマー
本作のラストボス。リング撃墜後に突如現れた新型兵器。全長1kmにも及ぶ巨体の各所に砲台や転送装置があり、艦首は龍のような形状している。あまりにも巨大なため、目視ではゆっくりと移動しているようにも錯覚できるが実際は遥か上空を高速で移動しており、生半可な射程の武器では当てることすら難しい。リングの撃墜が確定した直後に出現したことから、リングが開発された時代よりも後に作られた高性能な時間移動母船と推測されている。リングによる人類絶滅が頓挫したプライマーは、より強大な力で人類を確実に殲滅するべくこの船を新たに建造したとされる。それはつまり、人類が「全ての時間軸に存在するプライマー」と戦っていることを意味する。
実はただの機械ではなく、艦首が破壊されると中から顔が顕になり、額に単眼を持つ巨大なエイリアンの正体を現す。この状態になると砲撃に加えて、咆哮と共に隕石を降らせる超常的な攻撃を行うようになる。その姿や攻撃方法は前作のラストボスである「銀の人」と似ており、作中でも「銀の人」と同様に「神」「プライマーという種族にとって代えがたいほどの重要な存在」と表される。今作では「銀の人」は登場しておらず、この船が未来の「銀の人」の姿なのか、全く別の個体なのかは不明。
その圧倒的な力でストームチームを追い詰めるも、「全ての時間軸に存在するプライマー」に対抗するべく発動したオペレーション・オメガ（後述）によって致命的なタイムパラドックスが発生し、自分達の存在を賭けて人類に襲い掛かる「プライマー」という概念そのものと化した。同時に「銀の人」のように光輪からもビームを放つようになり、「神」の呼称に違わないより超常的な戦い方へ変化する。最期は人類の代表者たるストーム1に倒され、骸となった本体のみを残して船体部分は消滅。同時にプライマーという種族の存在も消滅した。それにより、最終ミッションは名実共に「プライマーを倒す」展開となっている。

### 機械生命体
アンドロイド
機械と生物を組み合わせた融合生命体の一種。外観は機械のように見えるが、攻撃を加えると装甲が破れ、内部の血や生体組織があらわになる。EDF先進技術研究部により「融合生命体1号」と命名された。腕のような部位には「バリスティック・ナイフ」が装備されている。発見した人間に対してナイフを発射し攻撃する。
頭部が菱形で、ビルや家にワイヤーを突き刺して立体的に機動する「高機動型アンドロイド」や、頭部が逆三角錐形で、あらゆる能力が向上した「スーパーアンドロイド」と呼ばれる個体が存在する。
DLC「Visions of Malice」の訓練シミュレーターでは、全身が青く、ビーム兵器を装備するアンドロイドが登場する。
大型アンドロイド
アンドロイドの約2倍の全長を持つ大型個体。正式呼称は「融合生命体2号」。
アンドロイドより重装甲かつ重武装で、両側面にパワーマシンガンなどの砲台を装備している。側面の武装には様々な種類があり、爆発する弾を連射する砲台や、紫色のビームを乱射する砲台の場合がある。また、複数の小型プラズマ弾を遠距離から発射する砲台を装備している個体もおり、これはアンドロイドの砲兵と呼ばれている。
DLC「Visions of Malice」の訓練シミュレーターでは、全身が青く、腕部のナイフを飛ばして攻撃する個体が登場する。
巨大アンドロイド（キュクロプス）
大型アンドロイドよりもさらに巨大なアンドロイド。
装甲が厚く、歩兵の火器で損傷を与えるのは難しい。正面の円形パーツはセンサーの役割を果たしており、ここだけ装甲が薄い。この目のようなパーツが弱点であることから、識別名はキュクロプスと命名された。武装は4基のパルス砲台。通常は装甲の色は銀色だが、黒色で歩行速度が遅い代わりに、装甲が厚くパルス砲台が強化された個体も存在する。
DLC「Visions of Malice」の訓練シミュレーターでは、全身が赤く、腕部のナイフを飛ばして攻撃する個体が登場する。
アンドロイド擲弾兵
腕部に黄色いグレネードを装着したアンドロイド。行動パターンは単純で、目標に接近し自分ごと爆破する。普通のアンドロイドよりも単純化されており、複雑な動きはあまり見られない。
グレネードが弱点であり、攻撃を加えることで爆発させられる。この爆発は他の個体を巻き込めるため、擲弾兵の群れを一気に爆破処理することも可能。接近されればグレネードへの攻撃自体が自身を爆発に巻き込むことになるため、本体を撃破して地面に落ちたグレネードが爆発する前に退避することが推奨されている。
キャノンボールとも大型擲弾兵とも呼ばれる大型種も存在しており、腕部に紫色の大型グレネードを装着している。通常の擲弾兵よりも強力な爆発力を持つ。

### 機械兵器
バトル・ドローン
飛行能力を持つ無人戦闘兵器。全長は約15m。様々な名称が使われており、名前に一貫性がない。
機体下部には砲台があり、複数のビームをバースト発射する。色が青い機体が存在しており、わずかに強化されている。また、赤い機体は「レッドカラー・ドローン」と呼ばれ、通常機体を大幅に上回る高出力ビーム砲を搭載している。飛行速度が強化されており、装甲も硬い。
タイプ2ドローン
飛行能力を持つ無人戦闘兵器。全長は約17m。バトル・ドローンよりも重装甲。両側面にパルス砲台を装備しており、対地攻撃に特化している。機体色が赤く全体的に強化された「インペリアルドローン」という個体も存在する。
DLC「Lost Days」では「タイプ0ドローン」と呼ばれる青く輝く機体が登場する。テレポーションシップから降下し、大量の編隊で攻撃する。
タイプ3ドローン
3種類目のドローン兵器。機体の5ヶ所にレーザー砲を搭載しており、ドローンの中で最も高い火力を持つ。全体的に装甲が硬いが、機体中央に位置する球体状の部分は弱点となっている。球体部分はセンサーの役割を果たしており、さらに機体全体へのパワーの供給源であると見られている。機体色が赤く性能が強化された「ハイグレードタイプ3ドローン」が存在する。通常機とハイグレード機も停止する時間があり、民家や山に着陸して静止する様子が見られる。
DLC「Visions of Malice」では全体が青く誘導弾を発射する個体や、青紫色で1ヶ所から強力なレーザーを放つ個体が登場する。
エイリアン・ボマー
DLC「Lost Days」に登場する機体。対地攻撃に特化した大型ドローン。空からエネルギー弾を投下し広範囲を爆撃する。
ネイカー
地底掘削ロボットとも呼ばれるキラーロボット。地下施設やシェルターを攻撃するために作られたと考えられている機体。
地上すれすれを浮遊するため、悪路を突破しどのような場所でも活動できる。機体全面が曲面の装甲に覆われており傾斜装甲として機能する。防御能力は戦車以上で、歩兵の火器で損傷を与えることは難しい。弱点と呼べるような部位は外側にはなく、撃破するには攻撃時に展開する内部の火炎放射器を破壊するしかない。赤い電磁装甲で覆われた「ハイグレードネイカー」と呼ばれる個体が存在する。
DLC「Visions of Malice」の訓練シミュレーターでは、全体が青く、火炎をバースト射撃する個体や、全体がピンク色でより強力な火炎を放つ個体が登場する。
シールドベアラー
四脚型の歩行ロボット。横方向の全長は30mで、全高は15m。武装を持たないものの、ドーム状の光の壁を作り出す装置を搭載している。実弾やレーザーなどを問わずあらゆる攻撃を遮断する。部隊の護衛用兵器であると考えられており、エイリアンと行動を共にしたり、テレポーションアンカーによる転送拠点の防衛を担う。ドーム状の壁は人類側の攻撃は遮断するが、プライマー側の攻撃だけは通過させる。高速移動する物体を遮断するが、低速の物体には反応しないため、人間が低速で通過することは可能である。
ディロイ
無人戦闘ロボット。3本の長い脚を持ち、悪路や建物を乗り越えて進む。本体からはプラズマ弾を発射可能で、脚部には多数のパルス砲台があり、個体によってはミサイル砲台を搭載している。足先は歩行のため地面に突き刺すほか、攻撃にも用いられる。脚の長さは様々で、脚が長い機体や、短い機体が存在する。ディロイは保護カプセルに入った状態で大気圏外のマザーシップから投下され、カプセルは火の玉となりつつ地表へ落着する。
巨大前哨基地
プライマーの移動要塞。横幅は約520m（巨大砲塔を含むと650m）、脚部を地面に埋めた状態では高さ約320m、立ち上がった状態では約420mとなる。船体は黄金の装甲に覆われており、砲台以外の破壊は困難である。基地側面にはドローン発進装置があり、基地の下側にはエイリアンの投下が可能な巨大な転送装置がある。巨大な転送装置は弱点であり、攻撃を加えることで撃破可能。
全周を覆うように砲台が敷設されており、主砲に相当する「フューリー砲」、ビームとミサイルを発射可能な「一号砲台」、緑色のプラズマ弾を放つ「二号砲台」、青いプラズマ弾を放つ「三号砲台」、赤いビームを発射する「四号砲台 赤光」、赤いビームを放つ対空用の「四号砲台 青光」、青いレーザーを発射する「五号砲台 青光」、緑色のレーザーを放つ「五号砲台 緑光」といった砲台が無数に配置されている。今作では一部の砲台がパルス弾を発射するものに置き変わっている。
テレポーションアンカー
マザーシップから大量に投下される塔のような形をした装置。物質転送の受信側の装置で、上部の光る転送装置から侵略生物やアンドロイドなどを周囲に展開する。転送装置部分を破壊することでアンカー全体を崩壊させることができる。より大型で複数の物質を転送できる「ビッグアンカー」や、さらに巨大でマザーモンスターやキングといった巨大個体を転送可能な超大型のアンカーもある。また、小型で洞窟内部に設置され、トラップのように運用される小型の転送装置も存在する。
テイルアンカー
大型宇宙船から切り離されて投下される転送装置。弱点となる転送装置の周辺を電磁シールドで覆い、攻撃を遮断する。2本の触手のようなものは砲台で、自衛能力も持つ。電磁シールドは物質転送のため全周を覆っておらず、下側からの攻撃が有効である。
DLC「Visions of Malice」の訓練シミュレーターでは、砲台が強力になった「レッドアンカー」や、より遠距離までビームを飛ばす「ロングレンジアンカー」が登場する。

### 船艇
マザーシップ
開戦直後から確認された10隻からなる円盤型の巨大宇宙船。軌道上からテレポーションアンカーやディロイなどの戦力を投下するほか、地上に降りた際にはドローンを発進させる。船体は黄金の装甲に覆われており、通常の攻撃は効果がない。EDFはそれぞれのマザーシップに番号を振っており、ナンバー6やナンバー8などと呼ばれる。
直接的な攻撃能力は船体中央直下に展開可能な巨大砲台のみで、対地攻撃において絶大な威力を持つ一方で、弱点にもなっている。エネルギーが蓄積した状態で砲台が破壊されれば、エネルギーが船体に跳ね返り撃沈に至る。5周目にあたる前作の本編では1隻たりとも撃沈は適わなかったが、本作ではパンドラを沈めに来たナンバー8の撃沈に成功する。
コマンドシップ
マザーシップと同じ姿をした司令船であり旗艦。最後に現れたマザーシップであるため、ナンバー11と呼ばれている。船体各所は分離可能でそれぞれが砲台として機能する。その姿から世界各地の神話に記述が残される「卵型の船」と目されている。8周目では月面の裏側にいたことが発覚するが、人類側の攻撃手段が失われており攻撃する術がなかった。その後ストーム1とプロフェッサーが上書きする新たな8週目では陽動作戦と同時に核攻撃に成功し大きな損傷を与える。ストーム1らが上書きする9周目の戦いで再び姿を現すが、戦力を大量投入したEDFや新型機プロテウス、ストーム1の猛攻で撃墜に成功する。前作（5周目）と違って「銀の人」は搭乗しておらず、撃墜後もプライマーは撤退する事なく戦いを続ける。
テレポーションシップ
大型宇宙船。大型円盤とも呼ばれる。武装はないものの物質転送システムを搭載しており、侵略生物やアンドロイドなどを投下する。装甲は黄金で表面にはバリアが展開されており、破壊には核兵器が必要になるほどである。転送装置には防御能力がなく、ハッチが開いた時に内部を攻撃することで歩兵でも撃墜可能。
数千年前のインド山中に墜落しており、2006年に発見されたのがEDF発足のきっかけとなった。人類が船の残骸を発見したことが因果関係の発端であり、プライマーが人類を絶滅させようとする理由であるとプロフェッサーは考えている。
ランディングシップ
装甲飛行船。最大6体のヒューマノイド型エイリアンを積載可能。エイリアンを輸送し目標地点に降下させる。バリアのようなもので守られており撃墜例はない。大気圏外での目撃例がなく、宇宙での航行は不可能であると考えられている。
DLC「Lost Days」では裸のコスモノーツを輸送しているため、EDFからは輸送できる重量に制限があると考えられている。
クルールカプセル
クルールを積載する船。カプセルは1基で3体のクルールを運搬可能で、高速飛行能力を持つ。大型宇宙船に取りつけられており、切り離されて地上へ降下する場合もあれば、視認できない高度から落下してくることもある。
大型宇宙船
2027年に飛来した新型宇宙船。プライマーが人類との戦争で得られた情報や新戦力を積載し、リングを介して過去に戻ることで戦況を一変させる。
船体そのものは転送装置を持つにとどまる。尾部にテイルアンカーを装備しており、アンカー部の砲台から攻撃可能。また、クルールを積載したクルールカプセルを装着している場合がある。飛行速度は速く、あまりの速さで地球上では船団の維持が困難になるほどである。そのため、あらかじめ中継地点を定めて飛行制御することで船団の維持を可能にしていると考えられている。正面の転送装置が他の宇宙船同様の弱点だが、ストーリー終盤まで撃沈は不可能となっている。
プロフェッサーは戦局を優位に進めようとする大型宇宙船を「歴史改変船団」と呼んでおり、ストーム1と共に対抗手段を練る。しかし歴史改変発生時にはプロフェッサー達の記憶も上書きされて改変内容が判らなくなる上、歴史改変船団がいつどこに出現するかも予測できないため、対応はいつも後手に回っていた。終盤、遂にストーム1は歴史改変船団の転移先に居合わせ、歴史改変を阻止するも、作中ではその詳しい理由は語られない。
リング
2027年に地上へ降下するリング状の物体。全長は数kmに及ぶ。中心には「スピネル」と呼ばれる正八面体の物体が浮遊している。
その実体はタイムマシン。正確には大規模な時間移動をした後に、さらに正確な時間へ誤差なく移動させる中継装置であると考えられている。このリングの降下と作動によって歴史は改変され、エイリアンツリーが立ち、空が赤く染まった絶望の世界へと変貌する。
リング自体に兵装は無いものの、転送装置によって触手砲台を展開したりアンドロイドや宇宙船などの戦力を無尽蔵に呼び出すことが可能であり、その防衛能力は極めて高い。下部には十字状の赤く光る制御装置があり、特定の時間に攻撃することで「事故」が発生していた。プライマー側は「事故」の事実を認識できておらず当初はリングの守りも薄かったが、ループを繰り返すうちに勘付き始めたプライマーによって徐々に防衛が強化されていく。
終盤のリング破壊作戦にて、実は反対側にも同じ制御装置が存在することが判明する。制御装置を2つ破壊されると水平状態になり、スピネルがフル稼働することで機能を維持する。即ち、スピネルこそがリングのコアにあたり、この際にスピネルの弱点部分も露出するものの、プライマー側もスピネルを守るべく手当たり次第に戦力を投入するため、その攻撃は苛烈を極める。
DLC「Visions of Malice」ではシミュレーター上の再現ではあるがラストボスとなり、本編では破壊しなかった側面の制御装置も破壊する事になる。

### その他
エイリアンツリー
リングが出現しプライマーによって時間を上書きされた世界に設置される巨大建造物。全高約1km。地球の大気成分を変質させる力を持ち、空は赤く染まるようになる。戦局が酷く悪化した状態では、別の形状のエイリアンツリーが出現する。ストーム1の活躍によって歴史改変が妨害された未来では設置されないが、その度に歴史改変船団は過去に跳び、またエイリアンツリーの立つ歴史に上書きされていく。

## キーワード
全地球防衛機構軍（EDF）
英語名「Earth Defense Force」の頭文字を取って「EDF」と呼ばれる。2006年、インドの山中で宇宙船の残骸が発見され、外敵の存在を知った者たちが各国の有力者に呼びかけ、2007年に設立された地球規模の巨大軍事組織。表向きにはこれらの情報は伏せられており、EDFの存在は市民から冷ややかな目で見られていた。前作のプライマーとの戦いではEDFが決死の抵抗を試み、コマンドシップや銀の人を撃破し一応の勝利を得た。しかし被害があまりにも大きく、2027年時点では慢性的に人材が不足しており、兵士としての経験がない者もかき集めて怪物駆除にあたっている。
本作では本来の意味と同時にループの周回を示す指標として「The Earth Defense force」という表現が使用される。最初にリングを攻撃するミッションにて「The Earth Defense force 6 begins now」と表示されるが、これは文字通りの「『地球防衛軍6』の本編が始まった」という意味以上に、「ループによってEDFの6回目の戦いが始まった」という意味が込められており、以降はループを繰り返す度に「The Earth Defense force」に続く数字が7...8...と増えていく。
プライマー
2022年に突如として地球軌道上に出現し、人類への攻撃を開始した異星文明。怪物やエイリアンを各地に投下し人類の抹殺を試みる。2024年に銀の人が撃破されたことを受けて、コロニストと怪物を残したまま撤退したが、2027年にリングを降下させ新たな動きを見せる。プライマーという存在について明確に判明している事実は少なく、人類側の推測や調査結果に基づくものが大半を占める。以下の真相も殆どは人類側の考察であり、確定情報ではない。
今作において、実は「未来からの侵略者」でもあったことが判明。戦争で得た情報や新戦力をタイムマシンを用いて過去へと送り、自分達の望む「完全な勝利」の歴史が確定するまでそれを繰り返すのが彼らのやり方であった。前作にてシリーズでも異例の速度で人類を滅亡寸前まで追い込めたのも、人類の手の内を未来からの情報で熟知していたが故に、いくらでも対策が取れたからである。プロフェッサーは「必ず勝てるギャンブル」「ひどいイカサマ」と評している。
後述するストーム1達が起こしたリングの「事故」によって時間は巻き戻っており、ストーム1とプロフェッサー以外にはそれは一切認識できていないため、プライマーも無自覚のうちにループの檻に囚われている。しかしループの度にプライマーの戦力は増強され、戦況は悪化し続けているため、いずれはストーム1達にも対処ができなくなる。「事故」が起きた「くだんの日」以前にストーム1達が死亡すれば二度とループは起きなくなり、それが本当の人類の敗北を意味する。
その起源は火星であり、遥か未来に誕生した文明である。数十万年も未来の人類滅亡後に地球に降り立ち、文明の痕跡を発見した事でその歴史に興味を持ち、過去に跳んで誕生したばかりの頃の人類と接触。やがて神として崇められるようになった。しかし人類に干渉した事が自分達の存在を消滅させかねないと気付いたプライマーは彼らとの接触を断ったが、時間移動船の一隻が事故により墜落。それによって存在を知られてしまったため、人類が詳細を知る前に絶滅させるべく侵攻を開始した。EDF発足前に一気に攻め滅ぼしたり、発端の事故を防ぐなどの行動を取らなかったのも、全てはタイムパラドックスを恐れての事とされる。
最終的にオペレーション・オメガによって発生したタイムパラドックスで「プライマー」そのものとなった時間移動船と、人類の代表者であるストーム1の最終決戦の末に「プライマー」は倒され、歴史からプライマーという存在そのものが消滅した。しかしタイムパラドックス発生以前の歴史は確定しているため、プライマーの侵攻があった事実と被害、彼らの遺した技術、この戦いにおける人々の記憶は残された。前作（5周目）の戦いでは人類は9割が失われ、文明も崩壊寸前まで追い込まれたが、ストーム1が「プライマー」を打ち倒した最終的な時間軸においては人類の被害は3割にまで抑えられ、文明も崩壊せずプライマーの遺した技術でより発展していくであろうことが語られる。
訪問者、翌日
前者はリングが降下するミッション名で、後者はその次のミッション名。「訪問者」においてリングが降下し、大型宇宙船（歴史改変船団）が過去へ向かい、歴史改変が発生する。この時点でそれまでの歴史は消滅し、続く「翌日」はプライマーが改変した後の歴史となる。プロフェッサーやストーム1の記憶も改変後のものに上書きされており、「翌日」における彼らの記憶は「訪問者」以前のものではなく、プライマーが改変した歴史におけるものとなる。その為、彼らの主観はプレイヤーが経験しているそれとは異なり、より酷い状況に追い込まれた歴史を見続けてきた事になる。本作はループを繰り返す度に「訪問者」と「翌日」も繰り返されるが、最終盤ではある理由により異なる「翌日」が描かれる。
事故
改変された歴史のとある日にストーム1達が起こしたタイムリープ現象。作中では単純に「事故」と呼ばれ、「タイムリープ」という表現は使われない。ミッション選択画面ではその日は「くだんの日」と表される。最初にリングが降下した時間軸においてリング下部にある赤い制御装置に攻撃した事により作動中のタイムマシンが暴走し、時間の巻き戻りが発生した。その際に当事者であるストーム1とプロフェッサーのみが記憶を保持したまま過去に戻り、結果としてタイムリープすることになった。意図して起こしたものではない全くの偶然だが、同じ日の同じ時間に同じ行動を取る事によって再現が可能であり、最初の「事故」以来、ストーム1達の奮闘で歴史改変は妨害され、完全勝利までは至らなかったプライマーは更なる戦力を過去に送り込んで歴史を改変し、ストーム1達が「くだんの日」の同じ時間に「事故」を再現してタイムリープする…といういたちごっこを繰り返してきた。
オペレーション・オメガ
EDFの最終作戦名。その意味は状況に応じて異なる。
前作にあたる5周目では、銀の人との最終決戦に際し、生き残った全人類をEDFの兵士として投入し他の10隻のマザーシップを足止めするという、正に捨て身の最終作戦であった。
8周目では、プロフェッサーの情報からコマンドシップが月面に待機していると知ったEDFが核攻撃を仕掛け、それに対する注意を逸らすべく地上の各地で一斉に戦闘を行う陽動作戦を指す。その結果、コマンドシップに直撃こそしなかったものの大打撃を与え、それを契機に戦いは人類優勢へと推移していった。
時間移動船との最終決戦では、大量の毒性汚染物質を積み込んだロケットを爆破させて火星を生物が存在できないほどに汚染し、プライマー誕生の歴史そのものを消滅させてしまうというもので、プライマーが人類を滅ぼしてまで阻止しようとした「最も恐れていたこと」である。非戦闘員を含む種族全体を消し去る事に少佐の部下は反対するも、人類の蹂躙が幾度となく繰り返されて来た事実を知っているプロフェッサーによって強行される。しかしそれによって「プライマーがいなければ、戦争はおこらず、人類は火星を攻撃しない。そして火星にプライマー文明が生まれ、人類を攻撃する」という致命的なタイムパラドックスが発生し、正常な流れに戻ろうとする「時間」そのものによって時間移動船が「プライマーの代表者」たる「プライマー」という概念自体と化し、同時に時間を渡り戦い続けてきたストーム1が「人類の代表者」として選ばれ、互いの全存在を賭けた最後の戦いに挑むことになる。
コードN
DLC「Lost Days」に登場。怪物の繁殖を止められず、封じ込めは不可能だと判断したEDFが踏み切った作戦。超大型弾道ミサイル「N6」によって街や人ごと繁殖地を全て消し飛ばすというものであり、ストーム1を含む多くの兵士が犠牲になった。この悲劇は歴史改変によって無かったことになるが、N6の危険性を知ったプライマーは以降の周回にて核攻撃能力を有する基地を迅速且つ執拗に攻撃するようになる。また、「Lost Days」の時間軸における当初のプライマーの攻撃は以降ほど苛烈ではなかったが、この後にあたる『5』の周回では開戦前から先制攻撃で容赦のない猛攻を仕掛けるようになっている。

## 時系列
ループ1〜4周目に関しては詳細は明かされていないが、プロフェッサーは1周目で核戦争が起きたと推測している。
| 時間軸                             | 期間        | 特徴 | 結末 |
| ---------------------------------- | ----------- | --- | --- |
| Lost Days （具体的な周回数は不明） | DLC1        | プライマーの攻撃自体は苛烈ではないが、コクーンやプライマル種と言った以降の時間軸には存在しない爆発的繁殖力を持つ敵が多数登場する。       | 怪物の繁殖を止められず、EDFはコードNを発令。ストーム1も犠牲になるが、その後の歴史改変で全て無かったことに。                    |
| 5周目                              | 前作        | 詳細は『地球防衛軍5』を参照。 | 人類の9割を失いつつもストーム1が「銀の人」を撃破し、プライマーを撤退させる。ストーム隊はストーム1を残して全滅。                |
| 5周目3年後                         | M1 - M9     | 人類は1割まで失われ、荒廃した世界。EDFは取り残されたコロニストや怪物を駆除している。                                                     | リング降下により、歴史改変船団が過去へ。EDF敗北の歴史へ上書きされる。                                                          |
| 改変5周目                          | M10 - M13   | エイリアンツリーが立ち、空が赤く染まった世界。地上にアンドロイド軍団が闊歩する。EDFは3年前に敗北。                                       | 「くだんの日」にストーム1とプロフェッサーが「事故」を起こしてタイムリープする。                                                |
| 6周目                              | M14 - M37   | 開戦から5ヶ月で人類の3割が犠牲となり、EDFは核運用能力の半分を失う。アンドロイド襲撃。プロフェッサーは参謀の説得に失敗。                  | マザーシップの猛攻でストーム1以外のストーム隊全滅。それでもEDFは抗戦を続ける。                                                 |
| 6周目3年後                         | M38 - M41   | 荒廃した世界。プライマーは撤退しておらずベース251も襲撃を受けるが、EDFは必死の抵抗を続けている。                                         | リング降下により、歴史改変船団が過去へ。EDF敗北の歴史へ上書きされる。                                                          |
| 改変6周目                          | M42 - M46   | EDF敗北の世界。人類は地下に逃れ、地上はクルールが支配する。地下にいる市民は500人。                                                       | 「くだんの日」にストーム1とプロフェッサーが「事故」を再現して7周目に。                                                         |
| 7周目                              | M47 - M74   | 開戦から5ヶ月で人類の4割が犠牲となり、EDFは核運用能力の大半を失う。クルール、サイレン登場。プロフェッサーはまたしても参謀の説得に失敗。  | ストーム1以外のストーム隊が全滅するも、前哨基地を破壊して敵の大攻勢を辛うじて防ぐ。プロフェッサー曰く「今回は悲惨だった」。    |
| 7周目3年後                         | M75 - M77   | 荒廃した世界。クルールやアンドロイドが地上に蔓延りつつもEDFはなんとか戦線を維持している。                                                | リング降下により、歴史改変船団が過去へ。EDF敗北の歴史へ上書きされる。                                                          |
| 改変7周目                          | M78 - M82   | EDF敗北の世界。人類は地下に逃れ、地上をスキュラとグラウコスが支配する。地下にいる市民は300人。リングが防衛機構を備える。                 | ストーム1とプロフェッサーが「事故」を再現して8周目に。                                                                         |
| 8周目                              | M83 - M106  | ストーム1とプロフェッサーがタイムパラドックスを恐れない本格的な攻勢に出る。スキュラ登場とサイレンのグラウコスへの変異。                  | グラウコス撃破。オペレーション・オメガにより、コマンドシップに大打撃を与え、人類優勢へ推移。                                   |
| 8周目3年後                         | M107 - M110 | 文明は崩壊せず、街はより発展を遂げている。ストーム2は生存。ストーム3、4は生死不明。                                                      | 歴史改変により、人類優勢は覆される。                                                                                           |
| 改変8周目                          | M111 - M115 | EDF敗北の世界。人類は地下に逃れ、地上をクラーケンが支配する。地下にいる市民は100人。「事故」に気付き始めたプライマーがリング防衛を強化。 | 「くだんの日」にストーム1とプロフェッサーが「事故」を再現して9周目に。プロフェッサーは「これが最後になるかもしれない」と語る。 |
| 9周目                              | M116 - M132 | ストーム1がベース228を死守。バルガが早期から戦線に投入される。クラーケン登場。プロフェッサーは参謀の説得に成功。                         | コマンドシップ撃墜に成功し、人類優勢が決定的となるもプライマーも抵抗を続ける。                                                 |
| 9周目3年後                         | M133 - M137 | 背景は8周目とほぼ同様だが、より人類が優位に立っている。ストーム隊は全員生存。アーマメントバルガ投入。プライマーは戦力の大半を失う。      | 人類がプライマーを追い詰めるも、歴史改変船団はまたしても過去へ。                                                               |
| ？？？                             | M138 - M143 | ミッション一覧に割り込む形で不規則な時間軸のミッションが追加される。この期間について作中では詳しく説明されない。                         | ストーム1が歴史改変船団の転移先に居合わせ、歴史改変を阻止。                                                                    |
| ループ終了後                       | M144 - M147 | 歴史改変失敗により人類優勢維持。「事故」を起こさないまま「くだんの日」が過ぎ、ループが終わる。第二の時間移動母船襲撃。火星汚染計画実行。 | ストーム隊にリングが破壊され、「刻の天秤」による種族存亡を賭けたストーム1と「プライマー」の最終決戦の末にプライマーは消滅。    |

## 販売・DLC

### 日本版（PS5/PS4）
CMではお笑いコンビのバイきんぐから地球役の小峠英二とコロニスト役の西村瑞樹、加えてゴー☆ジャスが出演した。
パッケージ版とダウンロード版が発売され、ダウンロード版では通常版のほかに、シーズンパスが付属するデラックスエディションも発売された。パッケージ版とダウンロード版を問わず早期購入特典としてレンジャー用装備の「兵士募集用デコイ リクルーター 白上フブキ／百鬼あやめ／大神ミオ」の3点が付属した。
パッケージ版ではD3P WEB SHOP、GEO、Amazon、ヨドバシカメラ、Joshin、楽天ブックスに店舗特典が設定された。D3P WEB SHOPではフェンサー用ネタ武器『お姉チャンバラORIGIN』イラスト入り「偽装抱き枕」、レンジャー用武器「エリアルリバーサーM0」、EDFロゴマークステッカーが付属。GEOではウイングダイバー用装備「ハンディセイバー タイプ0」。Amazonではレンジャー用武器「MR98ファング Broken」。ヨドバシカメラではフェンサー用強化パーツ「ガンナーズ スケルトン」。Joshinではレンジャー用武器「A60バイナリー弾」。楽天ブックスでは「EDFシンボルマーク アクリルキーホルダー」が付属した。
ダウンロード版では予約特典としてウイングダイバー用補助装備「リバースコアN型」が付属。早期購入特典として、上記のリクルーターに加えて、エアレイダー用武器「コンバットフレーム ニクス メタルコート」が付属し、デラックスエディションを購入していた場合、レンジャー用武器「ブラッカー ナンバー6」も付属する。早期購入特典は2022年11月30日までの予定だったが、歳末感謝セールの開催により通常版の購入時に付属する特典に限り12月21日まで延長した。
発売日と同日に、DLC第1弾やシーズンパスの販売が始まっている。DLC第1弾としてレンジャー用武器「フリージャー ナンバー6」、エアレイダー用武器「エウロス ナンバー6」、「ネグリング ナンバー6」、フェンサー用武器「電刃刀 零式」、「プロト・リフレクター」が個別に販売されている。
2023年3月23日にはDLC第2弾として追加ミッションパック第1弾「Lost Days」が配信開始された。内容は前作『地球防衛軍5』へ繋がる前日譚が描かれており、15種類以上の高難度の追加ミッションと、70種類以上の新たな武器が収録される。
2023年6月29日にはDLC第3弾として追加ミッションパック第2弾「Visions of Malice」が配信開始された。戦略情報部のデータベースを統括するAI「マリス」が作り出した「対プライマー仮想局地戦シミュレーター」を舞台とする。30種類以上の高難易度訓練ミッションと100種類以上の新たな武器が収録される。

### アジア版
アジア版では日本版と同じ内容の予約特典と早期購入特典が設定された。また、発売日と同日にDLC第1弾として、日本版と同様の武器に加え店舗特典分も販売されている。2024年6月27日にはDLC第2弾として「Lost Days」相当の追加ミッションパック、同年8月22日にはDLC第3弾として「Visions of Malice」相当の追加ミッションパックが配信された。

### 欧米版とPC版
PC版ではSteam版とEGS版を問わず、予約特典として「リバースコアN型」が付属し、早期購入特典では「兵士募集用デコイ リクルーター 白上フブキ／百鬼あやめ／大神ミオ」と「コンバットフレーム ニクス メタルコート」が付属する。発売日と同日に上述のDLC第1弾や店舗特典などに相当する武器の販売が開始された。また、EGS版では後々発売する予定の追加ミッションパックを含めたシーズンパスが販売された。Steam版ではシーズンパスはなく先行購入はできないが、バンドルが代替的役割を果たしている。
兵士募集用デコイの白上フブキ／百鬼あやめ／大神ミオはPS5およびPS4の欧米版、ならびにPC版の欧米圏では付属しない。その代わりにホロライブEnglishから小鳥遊キアラ、がうる・ぐら、IRySの3人がリクルーターデコイとして付属する。
2024年8月29日、PC版で追加ミッションパック第1弾「Lost Days」、10月17日に追加ミッションパック第2弾「Visions of Malice」の配信が開始された。

## 開発

### 伏線の成立
地球防衛軍シリーズは2作品ごとに世界観が一新される構成になっており、シナリオを手掛ける本間毅寛はEDF5の連作になる点を考慮してタイムリープものにする構想を練っていた。初代EDFとEDF3は短い作品だったので次に繋げることができたが、EDF5は大作だったため事前準備が必要だった。EDF5においてプライマーが宇宙の彼方からやってきたという台詞はなく、EDF総司令官が「地球軌道上に突如として出現した」とする旨の発言しており、これは未来からやってきたことを示唆している。また、主人公が民間人の時期から空爆要請コードを知っているのも、主人公がタイムリープした存在だからである。EDF5の開発時にタイムリープものという構想は社内に語られておらず、本間の胸中に秘めたものとなった。これはEDF5も未完成の状況で次回作の構想を話すのは恥ずかしかったからと本間は述懐している。本間がEDF5の開発時期からタイムリープものの構想を練っていたことは、2022年12月29日に公開されたインタビュー記事において、ディースリーパブリッシャーのプロデューサーである岡島信幸は「2週間前に聞いた」とし、サンドロットのグラフィックディレクターを務める五十嵐雅継は「今聞いた」、ディレクターとメインプログラマーを兼任する野口俊雄は「今知ったが、開発中に本間がそれを匂わせるようなことを言っていたとぼんやり記憶している」と述べている。
本作がタイムリープものという話を聞いた岡島は、「タイムリープものは話が難しくなるのでは」という話をしたが、本間からは「実は伏線になる要素は散りばめてある」という話を聞いたこと覚えがあると述べた。話し合いの方向性によっては伏線は活かされず、別の方向性に進んでいた可能性もあったと本間は述べている。開発期間は延長され一時は「もっとシンプルな内容へと路線変更するか」が検討されたものの、岡島のほうから現行路線で続行することを要望した。発売月の8月のギリギリまで開発の作業を続けるのは初めてだったという。本編がマスターアップしても、発売直後のバランス調整を主としたパッチを作らなければならなかったためである。

### 世界観の奥行き
作品世界の奥行きを感じられるように台詞にも注意が払われている。荒廃した世界では「たこ焼きの缶詰を食べたが、意外とイケるな」という台詞があるが、これは荒廃した世界において缶詰がごちそうになっていることを表すと同時に、こうした雑談をしている状況そのものが気を抜いてもいい状態であることを示している。情勢が不利になると「寿司の缶詰」を求めるようになるが、これは食糧事情が悪化しありもしない寿司の缶詰を追い求めているさまを表現している。
EDFシリーズのマルチプレイでは、敵の増援や味方の愉快な会話に応じて、テキストチャットの定型文で「EDFごっこ」をする文化が自然と形成された。戦況の悪化なども説明的な台詞ではなく、自然な台詞で表現していくことでプレイヤーに情報を伝えていく方式がゲーム版『鉄人28号』で採用され、それ以前の『リモートコントロールダンディ』や『ギガンティック ドライブ』においても、ビルを破壊すると賠償金を取られたり、友人のアルバイト先を破壊すると展開が変わっていくといった形で世界観の奥行きを示す手法が取られてきた。マップ中にあるビルはポリゴンに過ぎず、そこに意味を付加することでプレイヤーが「ごっこ遊び」をする土壌が生まれた。
戦況が優勢に推移した世界ではビルは先進的になり、人類が発展したことを示すようになる。電光掲示板のように看板をアニメーションさせられる仕組みを作り、ゲームセンターのような建物も作られた。自分たちの街を守るのがEDFであり、街は単なる背景ではなく、人が暮らしていた空気を出さないといけないと五十嵐は述べている。

### 潜水母艦
本作では潜水母艦パンドラが目に見える形で登場する。プログラム的な仕組みが足された結果、大きなものを出せるようになったため、今作で潜水母艦のデザインが為された。甲板が開閉して中から戦闘機を出せるようにデザインしてあるものの、作中ではそうした展開にならず披露する機会はなかった。
パンドラが浮上する場面では、五十嵐からは「水深が足りなくて座礁する」、本間からは「パンドラの位置は本当にこれでいいの？」と意見があったが、巨大潜水母艦が海中からバーンと出てくるなら大きく見えないと盛り上がらないということで野口が食い下がり作中のシーンができあがった。

### ホロライブとのコラボ
EDF5ではドリームクラブとのコラボでピュアデコイ・ランチャーが作られ、敵の注意を引き付ける武器であると同時に、キャラクターが歌とダンスを披露し、被弾すると服が破けるといった仕組みであった。前作では全部で13種類あり、1体あたり約3日で作られていたが、ホロライブのデコイは1体あたり1ヶ月かかっている。これはホロライブのファンを納得させる出来が必要だったことと、サンドロットの社員にバーチャルYoutuberのファンがいたことによる。一方で従来からのEDFファンから納得を得られるように、「政府が発注してできたアイドル、兵士を勧誘するキャラクター」として世界観に落とし込んでいる。

### アイテム回収
ナンバリングタイトルではアイテムは拾って回収する方法を採用しており、便利な一方で目に見えないゲームの面白さを削いでしまうため今後もアイテムの自動回収は実装しないと岡島は述べている。本間はゲーム設計に関わる難しい点であると述べ、アイテムを自動回収するシステムを試験的に入れたことはあるものの、淡泊なゲームになってしまったという。ひたすら逃げながら撃っていればよくなって同じような戦いが強いられ、状況判断の要素が削られ、戦略や選択肢が抜け落ちて結果的にゲームとしての面白さが落ちるという。野口も、地球防衛軍のシステムがアイテムのドロップと密接に絡み合っているため、今のままのシステムである以上はアイテム回収をなくすことは考えていないとしつつも、アイテムを後でまとめて回収するという流れになりやすいのは確かで改善したい部分ではあるとしている。

### DLC追加ミッション
本作のマスターアップ後もアップデート作業が発売日の直前まで行われており、発売前から追加ミッションを制作する余裕はなかった。発売後の不具合やバランス調整のアップデート作業が一段落してから追加ミッションの制作が始まったため、相応の時間が必要になったと岡島は述べている。

### オンライン
本作は当初PS4をメインターゲットとして開発をスタートした。しかし開発途中でPS5が発売されたことで、PS4とPS5の両対応やオンラインプレイもクロスプレイ対応にという要求が発生した。しかし地球防衛軍シリーズは独自のフレームワークで開発されており、通信処理も独自のものであった。異なるハード間での処理共通化やマッチングを検討した結果、現状のシステムでは対応不可能という結論に至った。そこでEpic Gamesが提供するオンラインゲーム構築用のソリューション「Epic Online Services（EOS）」を採用した。

## 評価

### 受賞
- PlayStation Partner Awards 2022 - USERS' CHOICE AWARD[50]
- 価格.comプロダクトアワード2022 - ゲーム部門 プレイステーション4(PS4) ソフト 銀賞[51]
- 日本ゲーム大賞2023 - 年間作品部門 優秀賞[52]

## コラボレーション
ホロライブに所属するバーチャルYouTuberの大神ミオは地球防衛軍シリーズを愛好しており、自身のチャンネルで地球防衛軍5をプレイ配信していた。2021年10月2日のディースリー・パブリッシャーの公式生放送では大神ミオがゲスト出演すると共に、彼女自身がDLCとして配信されることが公表された。具体的な内容は生放送時点では未定としていたが、早期購入特典として同じホロライブ所属の白上フブキ、百鬼あやめと共に、兵士募集用デコイとして付属することとなった。

## 立体化
地球防衛軍6の公式サイトにて第1～3弾として「侵略性外来生物α」、「侵略性外来生物α 赤色種」、「コンバットワゴン」のペーパークラフト用データが公開された。ペーパークラフトの設計には紙模型工房が携わった。2023年3月23日には第4弾として「ディテールアップセット」が公開された。